# Čertova louka
Čertova louka (pol. Czartowa Łąka lub Czarcia Łąka, 1471 m n.p.m.) – wzniesienie na wierzchowinie w Sudetach Zachodnich, w czeskiej części Karkonoszy. 

## Położenie
Wzniesienie położone jest na wierzchowinie, na południowy zachód od Smogorni, w środkowej części Karkonoszy, a we wschodniej części Śląskiego Grzbietu. Jest to szczytowa wierzchowina Śląskiego Grzbietu, położona po czeskiej stronie, na obszarze czeskiego Karkonoskiego Parku Narodowego (Krkonošský národní park – KRNAP), w szczytowej partii Karkonoszy. Stanowi część składową rezerwatu przyrody. Wzniesienie o rozległej i płaskiej powierzchni szczytowej rozciągniętej południkowo, o stromych południowych i zachodnich zboczach. Masyw zbudowany jest w całości z granitu karkonoskiego. Powierzchnię szczytową w całości oraz częściowo zbocze wschodnie i zachodnie zajmuje Czartowa Łąka (Čertova louka). Zbocza częściowo porośnięte górskimi łąkami, zaroślami oraz kosodrzewiną, a w dolnej partii lasem regla górnego. Szczyt częściowo torfowy, przepływa przezeń potok Stříbrná bystřina. Zbocze południowe stromo opada do Doliny Białej Łaby (Důl Bílého Labe), zbocze północne, łagodnie przechodzi w południowe zbocze Smogorni. Wschodnie zbocze opada łagodnie w kierunku Białej Łąki (Bílá louka).

## Historia
W XVII – XVIII z. budy pasterskie. W XIX wybudowano letnie budy bpasterskie: Certova Bouda (zniszczona w 1893), Pramenna Bouda (spalona w 1903) i Gottsteinova Bouda (spalona w 1903), a z drugiej strony szczytu Scharfova, nieczynna od 1938. Domy były połączone drogami. Budy były przygotowane na wypas 35 krów i 7 owiec każde